# 콜리스 근막
콜리스 근막(Colles' fascia) 또는 샅 얕은근막의 막층(membranous layer of the superficial fascia of the peineum)은 샅 얕은근막의 더 깊은 층(막층)이다. 가는 널힘줄 구조이며 상당한 강도를 가지고 있어 음경뿌리의 근육을 묶는 역할을 한다. 콜리스 근막은 음경의 바닥을 전립샘과 분리하는 샅막에서 나온다. 콜리스 근막은 샅막의 아래쪽에서 나와 음낭을 덮지 않고 배쪽(아래쪽) 음경을 따라 계속된다. 얕은샅공간에서 피부와 피부밑 지방을 분리한다.

## 위치 관계
앞쪽에서는 음경의 음낭근육층과 앞배벽의 스카르파 근막과 연결되어 있다.
오른쪽과 왼쪽 양쪽에서는 궁둥두덩가지의 가장자리에 단단히 붙어 있다. 붙어 있는 곳은 음경다리의 가쪽이며 궁둥뼈결절 뒤쪽에 있다.
뒤쪽에서는 샅막 아래쪽 가장자리에 합류하기 위해 얕은샅가로근을 중심으로 꺾어진다.
중간선에서는 얕은근막과 망울해면체근의 정중사이막과 연결되어 있다.
이 근막은 근막 영역의 근육을 덮을 뿐만 아니라 뒤쪽 부분에서는 깊은 표면에서 수직 방향 사이막을 위쪽으로 보내서 바로 밑쪽 공간의 뒤쪽 부분을 둘로 나눈다.

## 추가 이미지

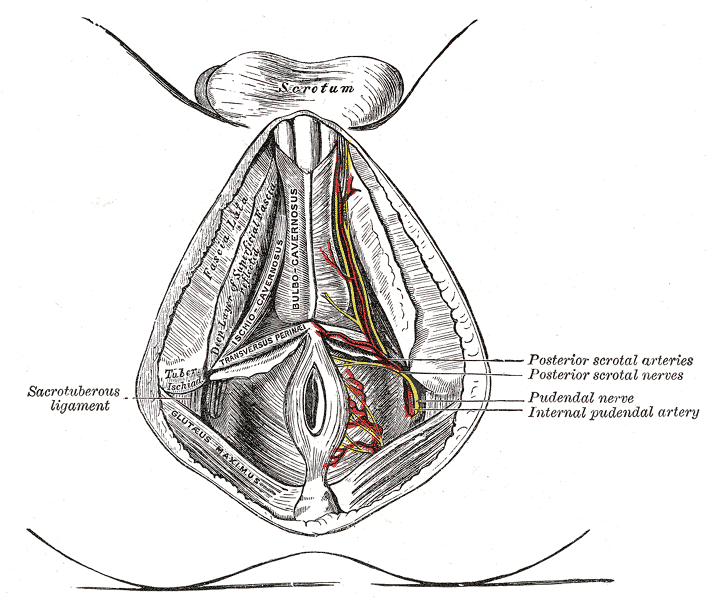
속음부동맥의 얕은 가지.

## 참고 문헌
이 문서는 현재 퍼블릭 도메인에 속하는 그레이 해부학 제20판(1918) page 426의 내용을 기초로 작성된 글이 포함되어 있습니다.